# Regionalwahl in Ligurien 2024
Die Regionalwahl in Ligurien 2024 fand am 27. und 28. Oktober statt. Gewählt wurden alle 30 Mitglieder des Regionalrates (Consiglio regionale) und der Präsident des Regionalausschusses (Presidente della Giunta regionale).
Es gibt vier Wahlkreise, die den Provinzen entsprechen:
- Genua;
- Imperia;
- La Spezia;
- Savona.

## Wahlergebnis
| Kandidaten                                                | Kandidaten             | Stimmen | %    | Listen                              | Stimmen | %    | Mandate |
| --------------------------------------------------------- | ---------------------- | ------- | ---- | ----------------------------------- | ------- | ---- | ------- |
|                                                           | Marco Buccigewählt     | 291.093 | 48,8 | Fratelli d’Italia                   | 84.816  | 15,1 | 5       |
| Bucci Presidente – Vince Liguria                          | Marco Buccigewählt     | 291.093 | 48,8 | 53.208                              | 9,5     | 3    |         |
| Lega Salvini Liguria                                      | Marco Buccigewählt     | 291.093 | 48,8 | 47.652                              | 8,5     | 3    |         |
| Forza Italia                                              | Marco Buccigewählt     | 291.093 | 48,8 | 44.849                              | 8,0     | 3    |         |
| Orgoglio Liguria                                          | Marco Buccigewählt     | 291.093 | 48,8 | 32.061                              | 5,7     | 3    |         |
| Unione di Centro                                          | Marco Buccigewählt     | 291.093 | 48,8 | 7.294                               | 1,3     | –    |         |
| Alternativa Popolare                                      | Marco Buccigewählt     | 291.093 | 48,8 | 1.929                               | 0,3     | –    |         |
| ↳ Gesamt                                                  | Marco Buccigewählt     | 291.093 | 48,8 | 271.809                             | 48,3    | 17   |         |
|                                                           | Andrea Orlando         | 282.669 | 47,4 | Partito Democratico                 | 160.063 | 28,5 | 8       |
| Alleanza Verdi e Sinistra – Lista Sansa – Possibile       | Andrea Orlando         | 282.669 | 47,4 | 34.716                              | 6,2     | 2    |         |
| Lista Andrea Orlando Presidente                           | Andrea Orlando         | 282.669 | 47,4 | 29.808                              | 5,3     | 1    |         |
| Movimento 5 Stelle                                        | Andrea Orlando         | 282.669 | 47,4 | 25.659                              | 4,6     | 1    |         |
| Patto Civico e Riformista (Azione – PRI – MRE – Sonst. a) | Andrea Orlando         | 282.669 | 47,4 | 9.813                               | 1,7     | –    |         |
| Liguria a Testa Alta                                      | Andrea Orlando         | 282.669 | 47,4 | 9.127                               | 1,6     | –    |         |
| Nicht gewählte Direktkandidat                             | Andrea Orlando         | 282.669 | 47,4 | –                                   | –       | 1    |         |
| ↳ Gesamt                                                  | Andrea Orlando         | 282.669 | 47,4 | 269.186                             | 47,9    | 13   |         |
|                                                           | Nicola Morra           | 5.223   | 0,9  | Uniti per la Costituzione           | 4.922   | 0,9  | –       |
|                                                           | Nicola Rollando        | 5.079   | 0,9  | Per l’Alternativa (PaP – PCI – PRC) | 4.920   | 0,9  | –       |
|                                                           | Francesco Toscano      | 5.071   | 0,8  | Democrazia Sovrana Popolare         | 4.709   | 0,8  | –       |
|                                                           | Marco Ferrando         | 2.099   | 0,4  | Partito Comunista dei Lavoratori    | 1.813   | 0,3  | –       |
|                                                           | Maria Antonietta Cella | 2.076   | 0,3  | Partito Popolare del Nord           | 1.674   | 0,3  | –       |
|                                                           | Davide Felice          | 1.855   | 0,3  | Forza del Popolo                    | 1.696   | 0,3  | –       |
|                                                           | Alessandro Rosson      | 1.668   | 0,3  | Indipendenza!                       | 1.570   | 0,3  | –       |
| Gesamt                                                    | Gesamt                 | 596.833 | 100  |                                     | 562.299 | 100  | 30      |
|                                                           |                        |         |      |                                     |         |      |         |
| Quelle: Innenministerium                                  |                        |         |      |                                     |         |      |         |

## Ergebnis nach Wahlkreisen
| Wahlkreis | Kandidaten (%) | Kandidaten (%) | Kandidaten (%) | Gültige Stimmen | Wähler  | Wähler | Wahl- berechtigte |
| Wahlkreis | Bucci          | Orlando        | Sonstige       | Gültige Stimmen | Anzahl  | %      | Wahl- berechtigte |
| --------- | -------------- | -------------- | -------------- | --------------- | ------- | ------ | ----------------- |
| Genua     | 47,1           | 49,1           | 3,8            | 343.106         | 353.589 | 48,3   | 732.015           |
| Imperia   | 60,1           | 35,9           | 4,0            | 65.869          | 68.217  | 38,1   | 179.008           |
| La Spezia | 46,1           | 50,3           | 3,6            | 85.301          | 88.234  | 47,2   | 186.802           |
| Savona    | 49,5           | 46,3           | 4,2            | 102.557         | 106.708 | 43,8   | 243.868           |